# Rozjen
Rozjen (bulgariska: Рожен) är ett bergspass i Bulgarien.   Det ligger i regionen Smoljan, i den södra delen av landet, 160 km sydost om huvudstaden Sofia. Rozjen ligger 1 499 meter över havet.
Terrängen runt Rozjen är kuperad. Närmaste större samhälle är Smoljan, 9,7 km söder om Rozjen. 
I omgivningarna runt Rozjen växer i huvudsak blandskog. Runt Rozjen är det ganska glesbefolkat, med 47 invånare per kvadratkilometer.